# Nagroda Grammy w kategorii Best Electronic/Dance Album

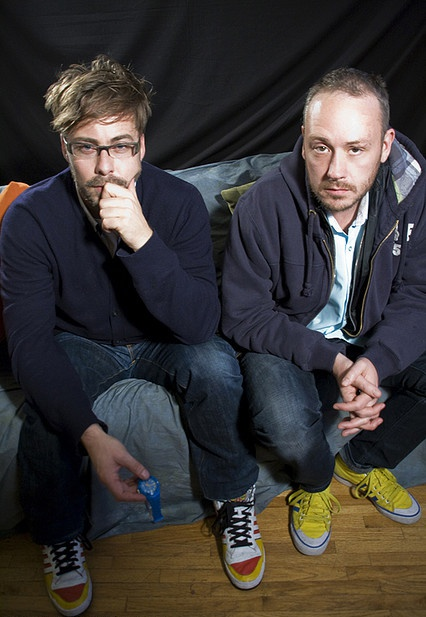
Zespół Basement Jaxx, laureaci nagrody w 2005 roku

Nagroda Grammy w kategorii Best Electronic/Dance Album – jedna z kategorii przyznawana od 2005 roku. Dołączyła ona do kategorii Best Dance Recording w utworzonym dwa lata wcześniej zespole kategorii Dance.

## Nagrodzeni

### Lata 2010–2019
- Nagroda Grammy w 2012
  - Skrillex za Scary Monsters and Nice Sprites
- Nagroda Grammy w 2011
  - La Roux za La Roux
- Nagroda Grammy w 2010
  - Lady GaGa za The Fame

### Lata 2000–2009
- Nagroda Grammy w 2009
  - Daft Punk za Alive 2007
- Nagroda Grammy w 2008
  - The Chemical Brothers za We Are the Night
- Nagroda Grammy w 2007
  - Madonna za Confessions on a Dance Floor
- Nagroda Grammy w 2006
  - The Chemical Brothers za Push the Button
- Nagroda Grammy w 2005
  - Basement Jaxx (artysta/producent) za Kish Kash